# Cryptopone butteli
Cryptopone butteli är en myrart som beskrevs av Auguste-Henri Forel 1913. Cryptopone butteli ingår i släktet Cryptopone och familjen myror. Inga underarter finns listade i Catalogue of Life.